# Meriones vinogradovi
Meriones vinogradovi é uma espécie de roedor da família Muridae.
Pode ser encontrada nos seguintes países: Arménia, Azerbaijão, Irão, Síria e Turquia.